# L'Encyclopédie canadienne
L'Encyclopédie canadienne (en anglais : The Canadian Encyclopedia), d'abord connue comme Encyclopédie du Canada, est une encyclopédie fondée par l'éditeur et homme politique Mel Hurtig. Elle se veut « la source d'information sur le Canada la mieux fondée et la plus complète »[source secondaire nécessaire]. Disponible gratuitement en ligne, à la fois en anglais et en français, elle comprend plus de 19 500 articles sur différents sujets, notamment l'histoire, la culture populaire, les évènements, les personnes, les localités, la politique, l'art, les Premières Nations, les sports et la science.
Le site Web donne également accès à l'Encyclopédie de la musique au Canada, à l'Encyclopédie junior (en anglais seulement), aux articles du magazine Maclean's et à une chronologie des évènements importants dans l'histoire du Canada.

## Historique

### Réalisations antérieures
La première encyclopédie spécifiquement canadienne était intitulée Canada. An encyclopaedia of the country en cinq volumes (1898–1899). Sous la direction de J. Castell Hopkins, cet ouvrage couvrait de façon détaillée les réalités canadiennes, notamment les voyages de découverte et d'exploration, les relations entre Français et Anglais, les guerres entre la Grande-Bretagne et les États-Unis, les aspects constitutionnels, l'histoire et le statut des Indiens, le commerce et l'industrie, etc. Parmi les nombreux contributeurs, on note les noms de Benjamin Sulte et de Sandford Fleming.
Une nouvelle encyclopédie est lancée peu après, qui se spécialise sur les aspects historiques : Canada and Its Provinces. A History of the Canadian People and Their Institutions en 23 volumes (1913–1917). Dirigée par Adam Shortt, elle compte une centaine de collaborateurs, dont l'abbé Camille Roy, qui signe le long article « French-Canadian Literature ». 
En 1957–1958 paraît à Ottawa The Encyclopaedia Canadiana en dix volumes sous la direction de Kenneth H. Pearson. Cet ouvrage est publié par la Canadiana Co., qui est une filiale de Grolier. Cet ouvrage est réédité en 1970.

### Le projet de Mel Hurtig
Au début des années 1980, l'éditeur Mel Hurtig, qui se définit comme un nationaliste canadien, lance le projet d'une Encyclopédie du Canada entièrement nouvelle. L'éditeur-en-chef James Harley Marsh recrute plus de 3 000 auteurs pour en écrire les articles. La première édition, parue en 1985, compte trois volumes et est un succès de librairie au Canada, avec 150 000 ensembles vendus en six mois. Une édition révisée et augmentée est publiée en 1988. La compagnie publie 1990 The Junior Encyclopedia of Canada. 
Selon une historienne, cette réalisation devait contribuer à générer un « sentiment d'appartenance nationale grâce à l'ampleur et à la diversité du traitement des sujets abordés touchant la culture, la politique et la société canadiennes ». 
En 1995 est publiée la première édition en cédérom  (ISBN 0771020414). 
Depuis 2006, la fondation Historica Canada, à but non lucratif, met en ligne cette encyclopédie en accès libre.